# Jan Józef Kosina

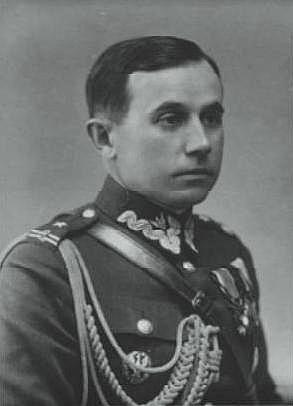
Jan Kosina w mundurze

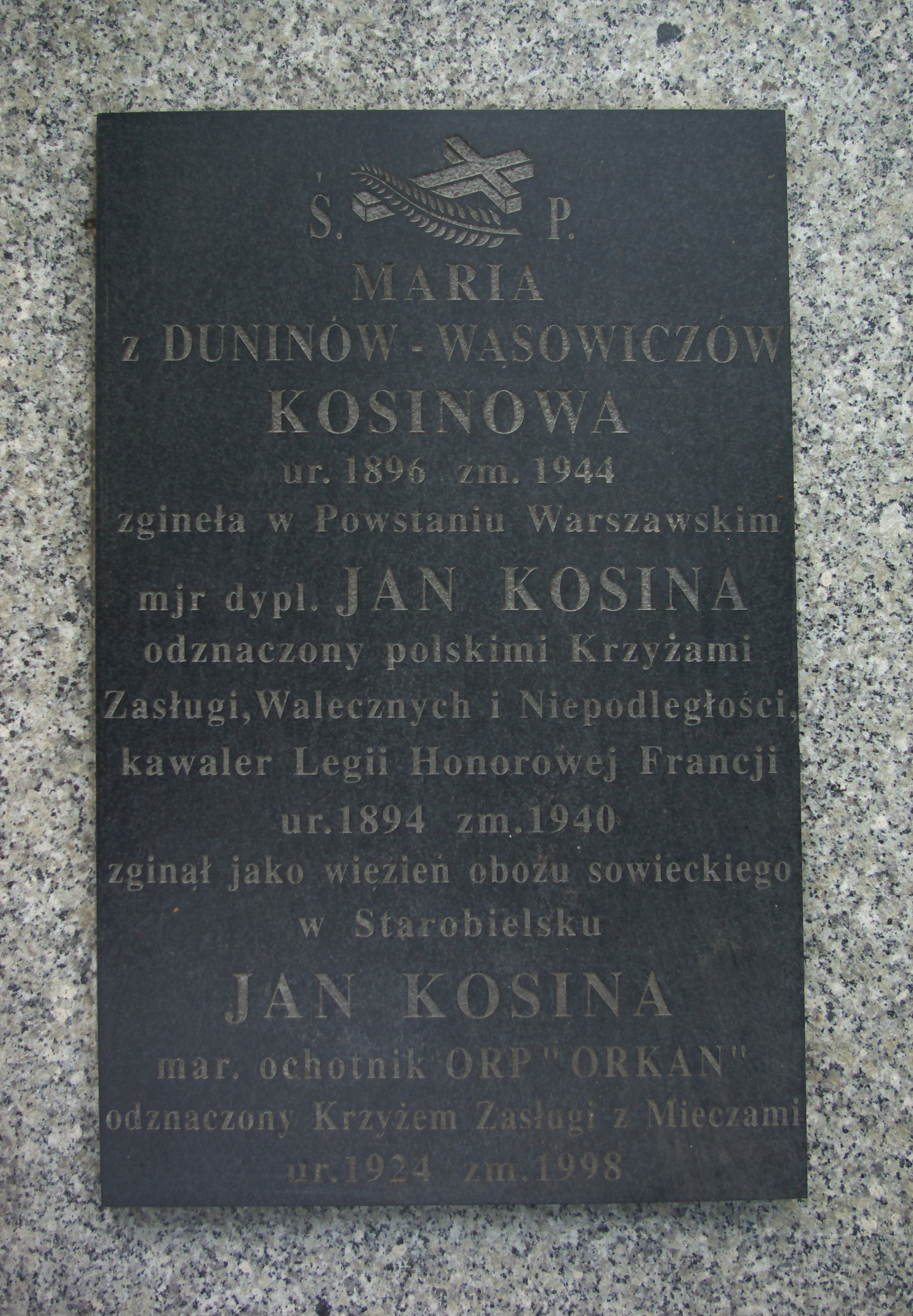
Tablica symboliczna Kosinów na grobie Piotra Dunina-Wąsowicza w Sanoku

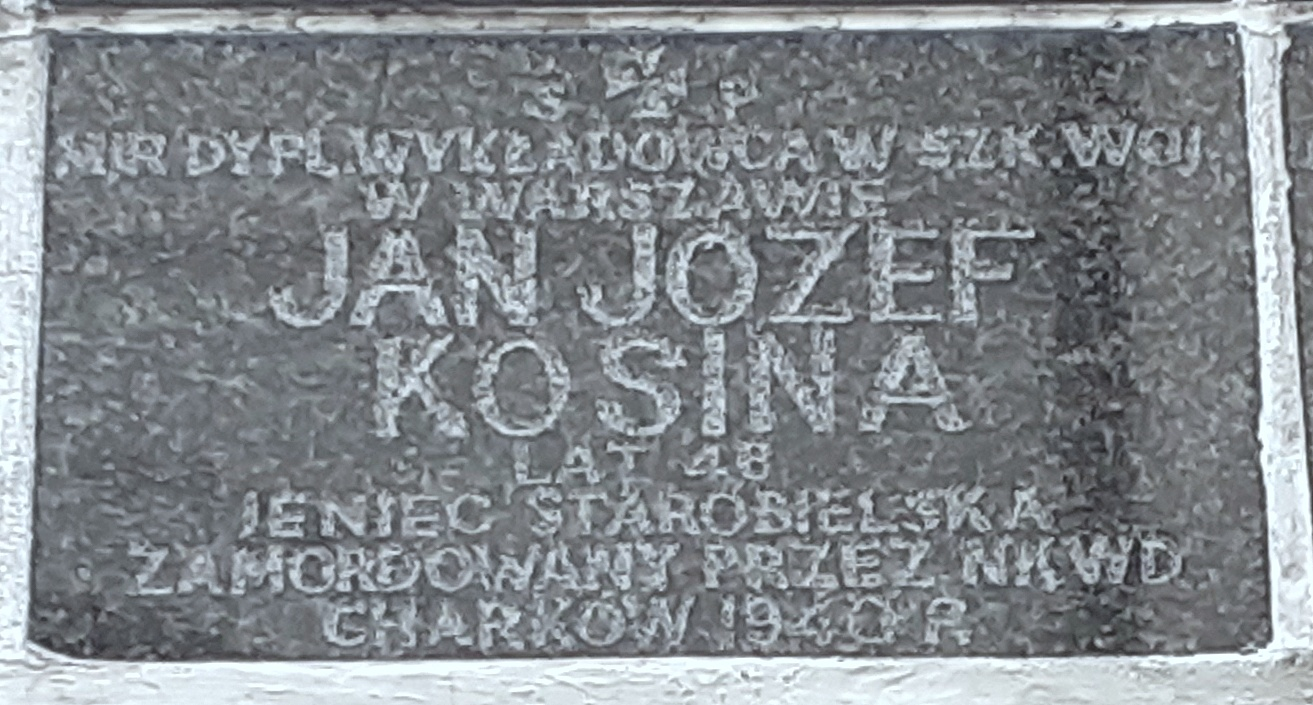
Tabliczka upamiętniająca na ścianie kościoła św. Karola Boromeusza w Warszawie

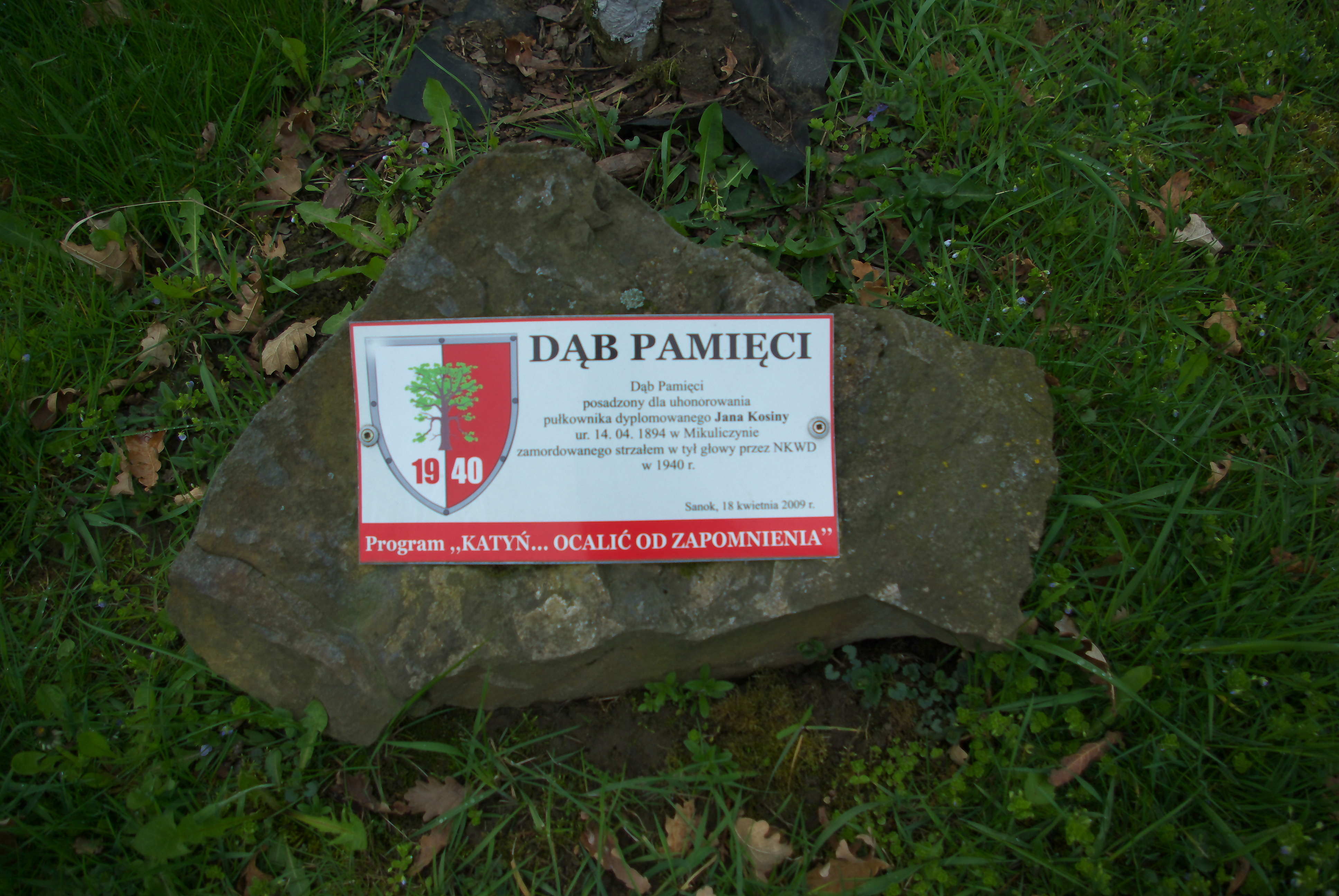
Kamień przy Dębie Pamięci honorującym Jana Kosinę w Sanoku

Jan Józef Kosina (ur. 14 kwietnia 1894 w Mikuliczynie, zm. prawdop. wiosną 1940) – major dyplomowany piechoty Wojska Polskiego, tłumacz, wykładowca uczelni wojskowych, urzędnik Wojskowego Biura Historycznego, ofiara zbrodni katyńskiej.

## Życiorys
Protoplastą rodu Kosinów był XVII-wieczny czeski powstaniec, Jan Kozina. Zgodnie z tradycją rodzinną w kolejnych pokoleniach rodu, jeden z synów otrzymywał imię protoplasty Jana. Jan Józef Kosina urodził się jako syn Jana Macieja (1859–1943) i Pauliny, z domu Girtler von Kleeborn (1862–1945). Ojciec był inżynierem leśnictwa, pracował jako nadleśniczy w Galicji, mierniczy przysięgły, był wykładowcą na Wydziale Leśnictwa Politechniki Lwowskiej. Pochodząca z austriackiej rodziny matka była absolwentką Konserwatorium Muzycznego we Lwowie, początkowo była pianistką. Kosinowie mieli pięcioro dzieci, czterech synów: najstarszego Jana (1894–1940), Stanisława (1896–1988, doktor praw, konsul), Andrzeja (1898–1920, poległ w czasie wojny polsko-bolszewickiej, kawaler Orderu Virtuti Militari), Piotra (1902–1939, inżynier leśnik, zginął od bomby podczas kampanii wrześniowej) oraz córka Helena (1900–2000, nauczycielka języka polskiego, działaczka społeczna) (1900–2000).
Jan Kosina ukończył szkołę powszechną w Starzawie (1900–1904). Naukę gimnazjalną prowadził w kilku placówkach tego typu (przenosiny wynikały z przeprowadzek rodziny): rozpoczął w Zakładzie Naukowo-Wychowawczym Ojców Jezuitów w Bąkowicach koło Chyrowa (1904/1905), kontynuował w gimnazjum w Jarosławiu (1905/1906), zaś po przeprowadzce rodziny do Sanoka od 1906 uczęszczał do tamtejszego C. K. Gimnazjum Męskiego, w którym zdał egzamin dojrzałości z odznaczeniem w 1912 (w jego klasie byli m.in. Ludwik Hellebrand, Mieczysław Krygowski, Józef Agaton Morawski, Zygmunt Vetulani, Tadeusz Remer, Jerzy Pajączkowski-Dydyński). Jan pielęgnował odziedziczone po matce zdolności pianistyczne, natomiast po ojcu pierwotnie zamierzał kontynuować edukacji zawodowej, rozpoczynając w 1912 studia na wydziale leśnictwa w tej samej wyższej uczelni Hochschule für Bodenkultur w Wiedniu i prowadząc je do 1915 (w tym czasie zaangażował się w działalność tamtejszego „Domu Polskiego”), których ukończenie przerwał wybuch I wojny światowej.
21 czerwca 1915 został zmobilizowany do C. K. Armii, przydzielony do 45 pułku piechoty, skierowany do Sopron (Węgry), później od stycznia 1916 do Tuzli w Serbii. W październiku 1916 został mianowany chorążym w rezerwie, a potem awansowany na stopień porucznika w rezerwie z dniem 1 stycznia 1917. W sierpniu 1917 odbył kurs oficerski w Beracie (Albania), po czym został wysłany na front włoski (wraz z nim przybywali tam m.in. brat Stanisław oraz przyjaciele z Sanoka, Władysław Zaleski, Jerzy Pajączkowski). Tam 4 listopada 1918 został wzięty do niewoli włoskiej i był przetrzymywany najpierw w Cassino, później w Cassercie koło Neapolu, a po oswobodzeniu trafił do Armii Polskiej we Francji i został przydzielony do 3 Pułku Instrukcyjnego. Do 1918 formalnie pozostawał rezerwistą 45 pułku piechoty.
W maju 1919 z armią gen. Hallera powrócił do Polski. 1 września 1919 jego oddział został przemianowany na 149 pułk Strzelców Kresowych, w marcu 1920 na 49 pułk piechoty. Od 27 lipca 1920 uczestniczył w wojnie polsko-bolszewickiej w szeregach „batalionu nauczycielskiego” (zwany też „batalion rembertowski”). Walczył w szeregach 15 Dywizji Piechoty. 29 sierpnia dostał się do niewoli i był osadzony w więzieniu w Charkowie. Nie został rozpoznany jako oficer i po dokonanej wymianie jeńców, 24 czerwca 1921 powrócił do ojczyzny.
Został zatwierdzony w stopniu kapitana z 1 kwietnia 1920. 1 czerwca 1921 pełnił służbę w 13 pułku piechoty. 3 maja 1922 został zweryfikowany w stopniu kapitana ze starszeństwem z dniem 1 czerwca 1919 i 790. lokatą w korpusie oficerów piechoty. Przydzielony do Wyższej Szkoły Wojennej w Warszawie w charakterze tłumacza pułkownika Louisa Faury. W latach 1922–1924 był słuchaczem III Kursu Normalnego Wyższej Szkoły Wojennej w Warszawie. W 1923 na liście starszeństwa kapitanów z dnia 1 czerwca 1919 był zweryfikowany z lokatą 710. Z dniem 1 października 1924, po ukończeniu kursu i otrzymaniu dyplomu naukowego oficera Sztabu Generalnego, został przeniesiony do Doświadczalnego Centrum Wyszkolenia w Rembertowie i pełnił w nim służbę w kolejnych latach. 1 grudnia 1924 został awansowany na majora ze starszeństwem z dniem 15 sierpnia 1924 i 226. lokatą w korpusie oficerów piechoty. 6 listopada 1926 do jesieni 1929 był wykładowcą taktyki w Centrum Wyszkolenia Piechoty w Rembertowie. Jego asystentami byli Andrzej Marecki i Jan Rzepecki. Będąc słuchaczem Wyższej Szkoły Wojennej, a następnie pełniąc służbę na stanowiskach oficerów Sztabu Generalnego, pozostawał oficerem nadetatowym 60 pułku piechoty wielkopolskiej w Ostrowie Wielkopolskim. W 1928 był zweryfikowany z lokatą 200. Uchwałą Rady Miejskiej w Sanoku z 1928 został uznany przynależnym do gminy Sanok. 23 sierpnia 1929 został wyznaczony na stanowisko dowódcy I batalionu 2 pułku piechoty Legionów detaszowanego w Staszowie. 20 września 1930 został przeniesiony do Wyższej Szkoły Wojennej i był wykładowcą geografii wojennej. Ponadto wykładał przedmioty w dziedzinie wojskowości na Politechnice Warszawskiej. 28 sierpnia 1932 gen. Tadeusz Kutrzeba wystąpił z wnioskiem o awans w 1933 Jana Kosiny do stopnia podpułkownika, który nie doszedł do skutku. Z uwagi na postępującą chorobę (astma oskrzelowa), Jan Kosina zrezygnował z pracy w WSW, a także zmienił miejsce zamieszkania. 16 czerwca 1934 został przeniesiony z Wyższej Szkoły Wojennej do Wojskowego Biura Historycznego w Warszawie, gdzie pełnił służbę na stanowiskach: kierownika referatu i pełniącego obowiązki szefa wydziału. W 1939 został szefem Wydziału „Wojna Polska”, a także w ostatnim czasie kierownik „Oddziału wojny polsko-bolszewickiej”. Był jednym ze współautorów publikacji „Bitwa warszawska” z sierpnia 1920. Publikował w czasopiśmie „Bellona”.

Oficer o wybitnie rozwiniętej osobowości i ideowości, całkowicie oddany pracy wojskowej. Zalety osobiste, jak również intelektualne, jak również charakteru, czynią z niego jednostkę zdolną do pracy na każdym stanowisku. Inteligencja bardzo żywa połączona z wysoce rozwiniętą wyobraźnią. Umysł bystry i logiczny, zdolny zarówno do dociekań analitycznych, jak i rzeczowego wnioskowania. Ogólna ocena: Wybitny oficer. (gen. Tadeusz Kutrzeba, 26 czerwca 1934)

Po wybuchu II wojny światowej w czasie wojny obronnej 5 września 1939 wraz z pracownikami Wojskowego Biura Historycznego był ewakuowany w stronę wschodnią ówczesnych terenów państwa polskiego. Wraz z pracownikami Biura przebywał w prywatnym majątku we wsi Mokrany (6 września nadesłał kartkę do przebywającej w Bóbrce żony). W tym czasie otrzymał powołanie do ponownej funkcji tłumacza gen. Louisa Faury, lecz z powodu ataku choroby astmy oskrzelowej 9 września trafił do Wojskowego Szpitala Wojskowego nr 9 w Brześciu. Tam po agresji ZSRR na Polskę został aresztowany przez Sowietów. Został przewieziony do obozu w Starobielsku, później był przetrzymywany na Łubiance w Moskwie, po czym został przetransportowany do Mińska, gdzie prawdopodobnie w 1940 został zamordowany przez funkcjonariuszy NKWD w ramach zbrodni katyńskiej w więzieniu „Amerykanka” w Kuropatach (tzw. białoruska lista katyńska).
Jego żoną była Maria, z rodu Dunin-Wąsowiczów (1896–1944), córka aptekarza, którą Jan poznał poprzez Jerzego Pajączkowskiego-Dydyńskiego. Ślub odbył się 14 października 1922. Maria Kosina zginęła 6 sierpnia 1944 podczas powstania warszawskiego przy ulicy Śliskiej, gdzie pracowała jako ochotniczka przy kuchni polowej. Mieli dwóch synów: Jana Juliusza Kazimierza (1924–1998) i Pawła Piotra Andrzeja (1927–2013). Rodzina zamieszkiwała w Rembertowie do 1929, następnie w Warszawie, wpierw przy ulicy Ursynowskiej 18, później przy ulicy Koszykowej 79A m. 49 (blok przy WSW) i przy ulicy Narbutta 3 m. 3 (willa). Syn Jan podczas II wojny światowej służył na okrętach, w tym ORP Orkan; na nim pełnił wartę przy trumnie gen. broni Władysława Sikorskiego; ocalał po zatopieniu okrętu w 1943. Paweł był sędzią w rodzinnym Sanoku oraz współtwórcą Stowarzyszenia Rodu Duninów. Powinowatym Jana Kosiny był Zbigniew Dunin-Wąsowicz.
Zarówno Jan Kosina, jak i jego żona Maria, nie mają oficjalnych grobów. Symboliczna tablica upamiętniająca Jana i Marię Kosinów oraz ich syna Jana została umieszczona przez drugiego syna Pawła na grobie dziadka ojca Marii, Piotra Dunina-Wąsowicza, znajdującego się na Cmentarzu Centralnym w Sanoku.

## Awanse
- chorąży – październik 1916
- porucznik – 1 stycznia 1917
- kapitan – 1 kwietnia 1920
- major – 1 grudnia 1924 ze starszeństwem z 15 sierpnia 1924 i 226. lokatą w korpusie oficerów piechoty
- podpułkownik – pośmiertnie 5 października 2007
- pułkownik – pośmiertnie 31 marca 2008

## Ordery i odznaczenia
- Krzyż Walecznych
- Złoty Krzyż Zasługi (10 listopada 1928)[35][36]
- Medal Niepodległości (10 grudnia 1931)[37]
- Medal Pamiątkowy za Wojnę 1918–1921
- Medal Dziesięciolecia Odzyskanej Niepodległości
- Medal „Za udział w wojnie obronnej 1939” (pośmiertnie)
- Kawaler Orderu Legii Honorowej (III Republika Francuska - „za współpracę z Francuską Misją Wojskową”)
- Krzyż Zasługi Wojskowej 3 klasy z mieczami i z dekoracją wojenną (Austro-Węgry, przed 1918)[11]
- Brązowy Medal Waleczności (Austro-Węgry, przed 1918)[11]
- Krzyż Wojskowy Karola (Austro-Węgry, przed 1918)[11]

## Upamiętnienie
Podczas „Jubileuszowego Zjazdu Koleżeńskiego b. Wychowanków Gimnazjum Męskiego w Sanoku w 70-lecie pierwszej Matury” 21 czerwca 1958 jego nazwisko zostało wymienione w apelu poległych w obronie Ojczyzny w latach 1939-1945 oraz na ustanowionej w budynku gimnazjum tablicy pamiątkowej poświęconej poległym i pomordowanym absolwentom gimnazjum (wskazany w gronie poległych w walkach 1939 r..
W 1962 Jan Kosina został upamiętniony wśród innych osób wymienionych na tablicy Mauzoleum Ofiar II Wojny Światowej na Cmentarzu Centralnym w Sanoku.
W 1991 z inicjatywy jego synów, Jana i Pawła, w kościele św. Agnieszki w Krakowie umieszczono tabliczkę upamiętniającą Jana Kosinę w części świątyni honorującej ofiary zbrodni katyńskiej.
5 października 2007 roku Minister Obrony Narodowej Aleksander Szczygło mianował go pośmiertnie do stopnia podpułkownika. Awans został ogłoszony 9 listopada 2007 roku, w Warszawie, w trakcie uroczystości „Katyń Pamiętamy – Uczcijmy Pamięć Bohaterów”. 31 marca 2008 roku Minister Obrony Narodowej Bogdan Klich zmieniając decyzję swojego poprzednika z dnia 5 października 2007 roku awansował podpułkownika Jana Kosinę na pułkownika.
18 kwietnia 2009 roku na Cmentarzu Centralnym w Sanoku, w tzw. Alei Katyńskiej, Paweł Kosina zasadził Dąb Pamięci jego ojca pułkownika Jana Kosiny. Uroczystość odbyła się w ramach akcji „Katyń... pamiętamy” / „Katyń... Ocalić od zapomnienia”.